# Jan Poratyński
Jan Piepes-Poratyński (ur. 3 stycznia 1876 we Lwowie, zm. 16 lipca 1941 tamże) – polski farmaceuta, działacz społeczny i polityczny.

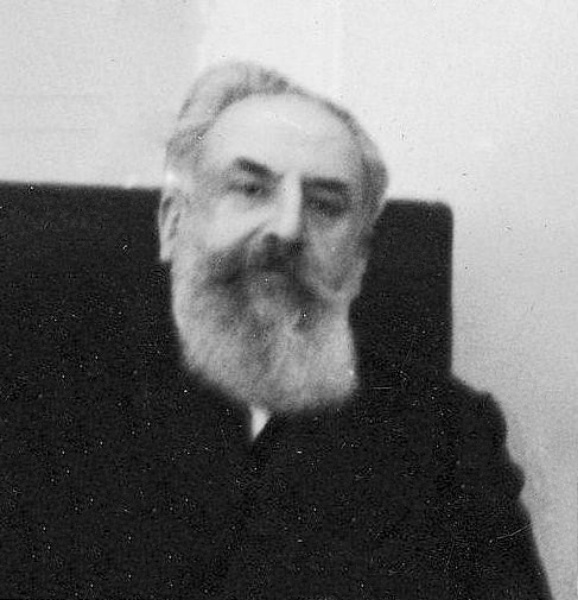
Jan Poratyński (1938)

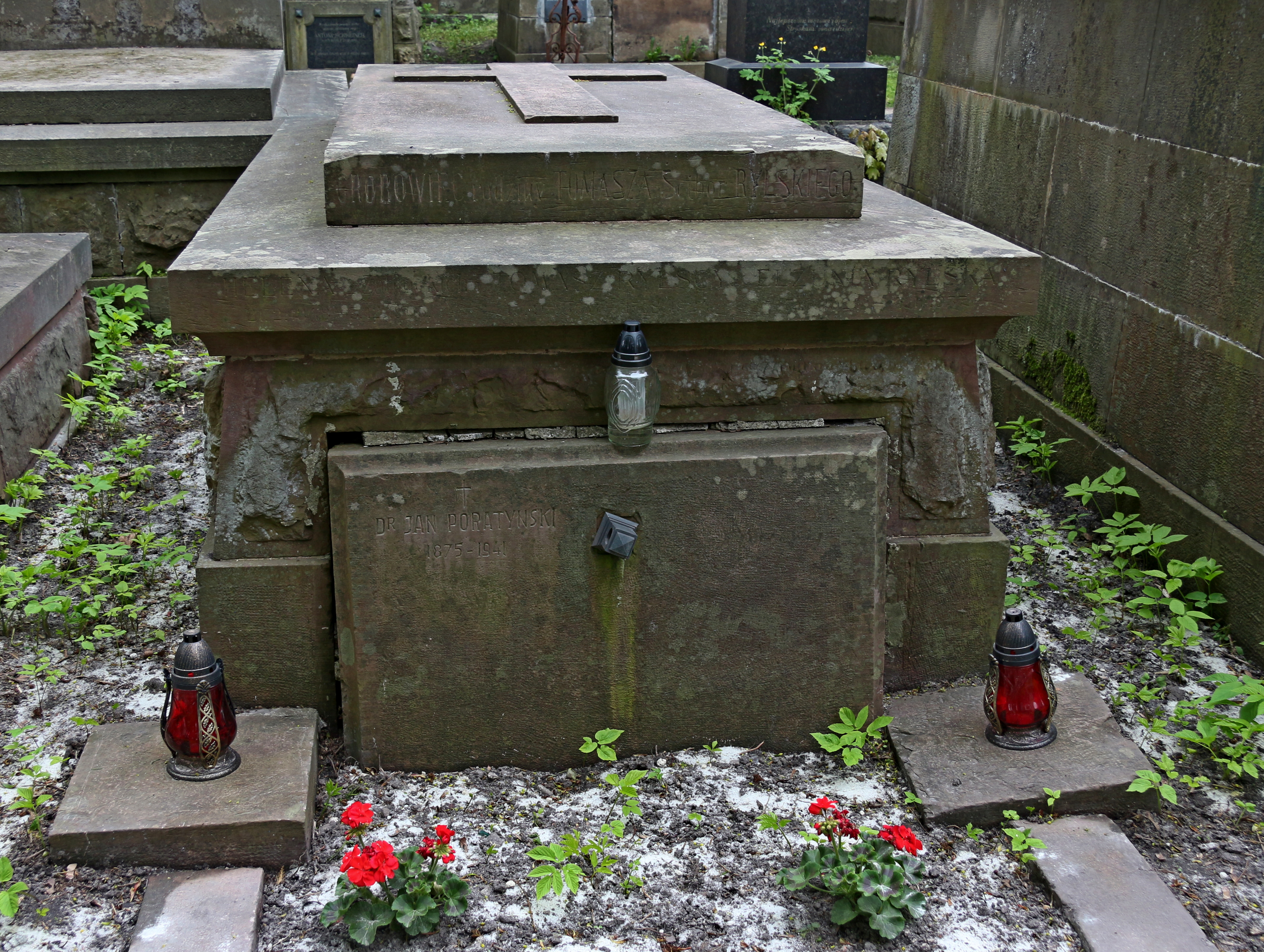
Miejsce pochówku Jana Poratyńskiego

## Życiorys
Urodził się 3 stycznia 1876 jako syn Jakuba Piepesa-Poratyńskiego (1846–1904) i Józefy z domu Munk. Był bratem Natalii, żony lekarza Stefana Schoengut-Strzemieńskiego.
Ukończył studia na wydziale fil. i studia farmaceutyczne Uniwersytetu Jana Kazimierza i uzyskał stopień doktora. Podobnie jak ojciec został farmaceutą. Po ojcu objął prowadzenie lwowskiej „Apteki Pod Węgierską Koroną”. Był przypisany do adresu Plac Bernardyński 1. Prowadził inwestycje w zakresie rozwoju uzdrowiska Morszyn, posiadał tartaki, tworzył laboratorium kosmetyczne, był producentem kremów „Sultanna”, „Krem piękności wschodniej”, „Celeste”.
Działał społecznie. W 1912 został członkiem rady nadzorczej zatwierdzonego 23 grudnia 1911 Towarzystwa „Ziemia Polska”, mającego za cel utrzymanie polskiego stanu posiadania w kraju w zakresie własności ziemskiej. W 1913 był współzałożycielem towarzystwa udziałowego „Nasze Zioła” we Lwowie. Był członkiem Komitetu Narodowego Polskiego. W 1918 był członkiem Komitetu Obywatelskiego i Polskiego Komitetu Narodowego we Lwowie w listopadzie 1918. Uczestnik obrony Lwowa (1920).
Został wybrany członkiem zarządu Koła VII im. Bernarda Goldmana Towarzystwa Szkoły Ludowe we Lwowie na rok 1908, później był przewodniczącym koła im. Adama Asnyka TSL we Lwowie, w maju 1931 został wyróżniony godnością członka honorowego TSL. Był działaczem Polskiego Powszechnego Towarzystwa Farmaceutycznego (PPTF), w 1921 został prezesem lwowskiego wydziału PPTF i pełnił tę funkcję w kolejnych latach, był też prezesem okręgu lwowskiego PPTF, w dniach 22–23 maja 1937 był przewodniczącym ogólnopolskiego zjazdu PPTF w Krzemieńcu. W 1923 był członkiem zarządu lwowskiego Polskiego Towarzystwa Chemicznego. Był członkiem założycielem, członkiem honorowym (1923), zastępcą prezesa zarządu (1908–1923) i prezesem zarządu Towarzystwa Szkoły Handlowej we Lwowie. Pełnił funkcję wiceprezesa Towarzystwa „Miejskie Ochronki Chrześcijańskie” we Lwowie. Na początku lat 20. był członkiem komisji kontrującej Towarzystwa Polskiego Żałobnego Krzyża dla okręgu lwowskiego, a po przekształceniu organizacji (1925) był członkiem komisji rewizyjnej wydziału wojewódzkiego we Lwowie Polskiego Towarzystwa Opieki nad Grobami Bohaterów. 22 maja 1928 został wybrany zastępcą członka zarządu towarzystwa celem budowy Domu Żołnierza Polskiego we Lwowie. W 1928 był członkiem Wydziału Zjednoczenia Stanu Średniego. Działał na rzecz stworzenia kaplicy na Cmentarzu Obrońców Lwowa. W wyborach samorządowych 1934 uzyskał mandat radnego Rady Miasta Lwowa z ramienia listy nr 1 (prorządowej). Jako magister farmacji i doktor fil. był wykładowcą ustawodawstwa farmaceutycznego oraz historii farmacji w Oddziale Farmaceutycznym Wydziału Lekarskiego Uniwersytetu Jana Kazimierza we Lwowie w roku akademickim 1936/1937 i 1937/1938. W 1937 był członkiem komisji rewizyjnej Towarzystwa Badania Historii Obrony Lwowa i Województw Południowo-Wschodnich. Do 1939 był członkiem komisji rewizyjnej Towarzystwa Ludoznawczego we Lwowie. Latem 1939 został członkiem sądu koleżeńskiego okręgu lwowskiego Związku Byłych Ochotników Armii Polskiej.
Od 1909 był mężem Zofii Ścibor-Rylskiej.
Poniósł śmierć tragiczną w 1941 we Lwowie. Został pochowany na Cmentarzu Łyczakowskim we Lwowie w grobowcu rodziny Tomasza Ścibor-Rylskiego.

## Ordery i odznaczenia
- Złoty Krzyż Zasługi po raz pierwszy (13 maja 1933)[5][35]
- Złoty Krzyż Zasługi po raz drugi (26 listopada 1938)[36] za zasługi na polu pracy społecznej
- Medal Niepodległości (9 listopada 1933)[37]
- Złota Odznaka Honorowa Ligi Obrony Powietrznej i Przeciwgazowej I stopnia[38]